# Кириллов, Юрий Алексеевич
Юрий Алексеевич Кириллов (9 февраля 1941 — 20 июня 2020, Тверь) — советский и российский тренер по лёгкой атлетике. Заслуженный работник физической культуры Российской Федерации (2013). Заслуженный тренер России (2016).

## Биография
Юрий Алексеевич Кириллов родился 9 февраля 1941 года в посёлке Гадово Кимрского района Калининской области. В 1964 году окончил факультет физической культуры Калининского государственного педагогического института. Был женат на бывшей прыгунье в длину Татьяне Кирилловой, дочь — Татьяна.
Свою тренерскую карьеру Кириллов начал в 1964 году в спортивном клубе «Радуга» при предприятии «Химволокно», тренировки проводил на стадионе «Химик». Затем перешёл в ГБОУДОД «Областная детско-юношеская спортивная школа».
В 2016 году Юрий Алексеевич стал первым тренером в Тверской области, удостоенным почётного звания «Заслуженный тренер России по лёгкой атлетике».
За годы работы Кириллов подготовил 17 мастеров спорта СССР и России, среди которых:
- Валентин Таратынов — чемпион Европы в помещении 1971 года[4],
- Николай Корнеушкин — чемпион СССР 1972 года,
- Дарья Клишина — двукратная чемпионка Европы в помещении (2011, 2013)[5][6],
- Евгений Антонов — бронзовый призёр чемпионата Европы среди юниоров 2011 года[7].

Скончался 20 июня 2020 года в Твери.

## Награды и звания
- Почётное звание «Заслуженный работник физической культуры Российской Федерации» (2013)[9].
- Почётное звание «Заслуженный тренер России» (2016)[10].